# Alexander Frangenheim
Alexander Frangenheim (* 1959 in Wuppertal) ist ein deutscher Kontrabassist.
Zunächst studierte Frangenheim Bildhauerei an der Kunstakademie Stuttgart und klassischen Kontrabass bei Reinald Schwarz; sein Arbeitsschwerpunkt ist die freie Improvisation und die Neue Improvisationsmusik.
Frangenheim war Mitbegründer des Produktionszentrums Tanz und Performance in Stuttgart und organisierte von 1992 bis 2003 das Festival concepts of doing – Interaktion Tanz Musik; unter anderem spielte er bei Performances mit dem Maler K. R. H. Sonderborg  sowie den Tänzern Julyen Hamilton, Fine Kwiatkowski und Benoît Lachambre. Von 1997 bis 2003 war er Mitglied des Berliner Ensembles Zeitkratzer. Seit 1988 arbeitet er mit Musikern der Improvisations-Szene wie
John Butcher, Thomas Lehn, Paul Lovens, Phil Minton, David Moss, Roger Turner, Günter Christmann, Axel Dörner, Chris Burn, Jim Denley, 
Steve Noble, Phil Minton, Michael Griener, Evan Parker, Dorothea Schürch, Herb Robertson, Charlotte Hug, Ute Wassermann, Urs Leimgruber und der Neuen Dresdner Kammermusik zusammen.
Seit 2005 lebt Frangenheim in Berlin.

## Diskografie (Auswahl)
- Twisters (mit Tony Bevan und Steve Noble), Scatter, 1996
- Further Lock (mit Phil Durrant), Concepts of Doing, 1998
- Alla Prima (mit Günter Christmann), Concepts of Doing, 1998
- The Hot Days (mit Chris Heenan, Michael Griener, Christian Weber, Gunnar Brandt-Sigurdsson, Dietrich Eichmann), Leo Records, 2007
- CORE (mit Günter Christmann und Elke Schipper), Creative Sources, 2010
- The Knife Again, Creative Sources, 2010
- WTTF Quartet: Wachsmann, Turner, Thomas, Frangenheim: Berlin Kinesis, Creative Sources, 2015
- Doneda, Frangenheim: Murmuration, FMR Records, 2023